# Glutetimid
Glutetimid, glutetymid – organiczny związek chemiczny stosowany jako lek z grupy depresantów centralnego układu nerwowego. Jest objęty Konwencją o substancjach psychotropowych z 1971 roku (wykaz III). W Polsce jest w grupie III-P Ustawy o przeciwdziałaniu narkomanii.